# دنیل پسینا
دنیل پسینا (متولد اول دسامبر ۱۹۵۸)، یک متخصص هنرهای رزمی آمریکایی و کارمند سابق آزاد میدوی است.
پسینا کار خود را به عنوان یک بازیگر هنرهای رزمی در فیلم Teenage Mutant Ninja Turtles II: Secret of the Ooze ساخته سال ۱۹۹۱ آغاز کرد، وی در این فیلم به عنوان یکی از سربازان قبیلهٔ فوت شردر ظاهر شد.
در خلال ایجاد بازی ویدیویی مورتال کمبت در سال ۱۹۹۲، وی در نقش جانی کیج و شخصیت‌های نینجا مانند ساب-زیرو، اسکورپیون و Reptile بازی کرد و به عنوان هماهنگ‌کننده هنرهای رزمی برای این بازی خدمت کرد. سپس در مورتال کامبت دوم او نقش‌های خود در بازی قبلی را تکرار و همچنین نقش‌های اسموک و نوب سایبات را بازی کرد.